# 18379 Josévandam
18379 Josévandam è un asteroide della fascia principale. Scoperto nel 1991, presenta un'orbita caratterizzata da un semiasse maggiore pari a 2,7902603 UA e da un'eccentricità di 0,1391040, inclinata di 10,41283° rispetto all'eclittica.